# راب جب
راب جب (انگلیسی: Rob Jebb؛ زادهٔ ۲۸ فوریهٔ ۱۹۷۵) دوچرخه‌سوار و ورزشکار دو و میدانی اهل بریتانیا است.